# 포리초등학교
포리초등학교는 대한민국 경기도 시흥시 포동에 있는 공립 초등학교이다.

## 학교 연혁
| 1949년 | 9월 1일   | 소래국민학교 포리분교장 설립인가                      |
| 1953년 | 11월 17일 | 포리국민학교 승격                                     |
| 1996년 | 3월 1일   | 포리초등학교로 개칭                                   |
| 2009년 | 2월 28일  | 학교 통학버스 3대 증설                                |
| 2010년 | 5월 3일   | 다솜교실 개설                                         |
| 2013년 | 11월 17일 | 포리초등학교 60년사 발간 및 60주년기념행사            |
| 2014년 | 3월 17일  | 식생활 교육관(급식실)준공                             |
| 2017년 | 2월 8일   | 제63회 졸업(남:33, 여:16, 계:49명, 졸업생 총:4,346명) |
| 2017년 | 3월 1일   | 제24대 김경준 교장 취임                               |
| 2017년 | 3월 1일   | 14학급 편성(특수학급 포함)                            |

## 사건 및 사고

### 시흥 포리초 등교거부사태
포리초등학교는 과거 소래염전에 종사하는 가구의 주거지가 밀집되어 있는 새우개에 지어졌지만, 1990년대에 들어 염전이 폐쇄되고 새우개의 주거지가 쇠퇴하면서 새우개에는 공장이 들어서고 새우개를 둘러싼 산 건너편에는 아파트 단지가 조성되었다. 하지만 행정구역이 따로따로 떨어져 개발된 시흥시의 특성상 포동에서 통학을 위해 가까운 대야동이나 장곡동까지 버스나 자가용을 이용하는 것은 무리였기 때문에, 1990년대 초반 아파트단지의 조성으로 통학전용버스가 도입되자 초등학생 자녀를 둔 학부모들은 2km의 거리를 통학버스를 이용해 가까운 포리초등학교까지 아이들을 통학시켜왔다. 그러던 2007년 예산부족을 이유로 통학버스 운행이 중단되자 학부모들은 반발하며 등교거부를 선언했다. 2007년 2월 9일 이 날 하루동안 전교생 784명 중 20%에도 못 미치는 133명만이 학교에 등교했다. 결국 2월 13일, 학부모대표와 이연수 시흥시장, 이덕승 시흥교육장이 합의하면서 사건은 일단락되었다. 합의의 내용은 합의사항은 오는 2010년까지 학교 이전, 2007년 12월까지 인도 및 통학로 개설, 임시스쿨버스 2대 배치(3월 개학전까지) 등이 있었으나 학교이전은 지켜지지 않았고 인도 및 통학로는 2009년에야 개설되었다.

## 참고 자료
- 포리초등학교 - 한국교육학술정보원 학교알리미